# Michael Winterbottom
Michael Winterbottom (Blackburn, Lancashire, 29 de març de 1961) és un director anglès de cinema i televisió, guanyador de diversos premis. Sovint treballa amb els mateixos actors, entre els quals hi ha Shirley Henderson, Paul Popplewell, John Simm, Steve Coogan, Rob Brydon, Raymond Waring i Kieran O'Brien.

## Carrera
Winterbottom va estudiar a l'escola de cinema de la Universitat de Bristol.

## Filmografia
| - Rosie the Great (1989, TV) - Forget About Me (1990, TV) - Under the Sun (1992, TV) - Love Lies Bleeding (1993, TV) - Family (1994, TV) - Butterfly Kiss (1995) - Go Now (1995) - Jude (1996) - Welcome to Sarajevo (1997) - Et desitjo (I Want You) (1998) - Wonderland (1999) - With or Without You (1999) - El perdó (The Claim) (2000) - 24 Hour Party People (2002) | - In This World (2002) - Code 46 (2003) - 9 Songs (2004) - Tristam Shandy (A Cock and Bull Story) (2005) - The Road to Guantanamo (2006) - A Mighty Heart (2007) - Genova (2008) - The Shock Doctrine (2009) - The Killer Inside Me (2010) - The Trip (2010, TV) - Trishna (2011) - Everyday (2012) - The Look of Love (2013) - The Face of an Angel (2014) |

## Guardons
Winterbottom ha guanyat diversos premis i també ha estat nominat en diverses ocasions:

### Premis
- 1994: Premi C.I.C.A.E. al Festival de Cinema de Torí per Family
- 1996: Millor pel·lícula europea al Festival Internacional de Cinema d'Edimburg per Jude
- 1998: Premi Jove del Jurat de la secció Punt de trobada de la Setmana Internacional de Cinema de Valladolid per I Want You
- 2003: Os d'Or al Festival Internacional de Cinema de Berlín per In This World
- 2004: BAFTA a la millor pel·lícula de parla no anglesa per In This World
- 2004: Gran Premi de plata a la millor pel·lícula fantàstica europea al Festival Internacional de Cinema de Catalunya per Code 46
- 2006: Os de Plata a la millor direcció al Festival Internacional de Cinema de Berlín per The Road to Guantanamo
- 2007: Independent Spirit al millor director per The Road to Guantanamo
- 2008: Conquilla de Plata al millor director al Festival Internacional de Cinema de Sant Sebastià per Genova

### Nominacions
- 1995: Os d'Or al Festival Internacional de Cinema de Berlín per Butterfly Kiss
- 1995: Espiga d'Or a la Setmana Internacional de Cinema de Valladolid per Butterfly Kiss
- 1995: Premi del Cinema Europeu a la millor pel·lícula jove per Butterfly Kiss
- 1996: Globus de Cristall al Festival Internacional de Cinema de Karlovy Vary per Jude
- 1996: Grand Prix al Festival Internacional de Cinema de Tòquio per Jude
- 1997: Palma d'Or al Festival Internacional de Cinema de Canes per Welcome to Sarajevo
- 1998: Os d'Or al Festival Internacional de Cinema de Berlín per I Want You
- 1999: Palma d'Or al Festival Internacional de Cinema de Canes per Wonderland
- 1999: Espiga d'Or a la Setmana Internacional de Cinema de Valladolid per Wonderland
- 2000: Premis BAFTA - Alexander Korda a la millor pel·lícula britànica per Wonderland
- 2001: Os d'Or al Festival Internacional de Cinema de Berlín per The Claim
- 2001: Espiga d'Or a la Setmana Internacional de Cinema de Valladolid per The Claim
- 2002: Palma d'Or al Festival Internacional de Cinema de Canes per 24 Hour Party People
- 2003: Lleó d'Or al Festival Internacional de Cinema de Venècia per Code 46
- 2003: Premi del Cinema Europeu al millor director per In This World
- 2004: Conquilla d'Or al Festival Internacional de Cinema de Sant Sebastià per 9 Songs
- 2004: Premis BAFTA - Alexander Korda a la millor pel·lícula britànica per In This World
- 2004: Premis BAFTA - Alexander Korda a la millor pel·lícula britànica per A Cock and Bull Story
- 2004: Millor pel·lícula al Festival Internacional de Cinema de Catalunya per Code 46
- 2004: Premi del Cinema Europeu al millor director Code 46
- 2005: Conquilla d'Or al Festival Internacional de Cinema de Sant Sebastià per A Cock and Bull Story
- 2006: Os d'Or al Festival Internacional de Cinema de Berlín per The Road to Guantanamo
- 2006: Premi del Cinema Europeu al millor director per The Road to Guantanamo
- 2010: Os d'Or al Festival Internacional de Cinema de Berlín per The Killer Inside Me
- 2011: Millor pel·lícula al Festival de Cinema de Londres per Trishna
- 2011: Grand Prix al Festival Internacional de Cinema de Tòquio per Trishna
- 2012: Millor pel·lícula al Festival de Cinema de Londres per Everyday